# Карлтон Палмер
Карлтон Палмер (англ. Carlton Palmer, нар. 5 грудня 1965, Ровлі-Реджис, Західний Мідленд) — англійський футболіст, що грав на позиції півзахисника. По завершенні ігрової кар'єри — тренер.

## Клубна кар'єра
Вихованець футбольної школи клубу «Вест-Бромвіч Альбіон», у грудні 1984 року підписав з клубом перший професійний контракт. За першу команду дебютував у вересні 1984 року в матчі чемпіонату проти «Ньюкасл Юнайтед». Всього за сезон 1985/86 зіграв у 20 матчах чемпіонату, проте команда зайняла 22 місце і вилетіла до Другого дивізіону, де Палмер провів ще два з половиною сезони, але в еліту з командою піднятись так і не спромігся. Загалом взяв участь у 121 матчі чемпіонату за «дроздів».
Своєю грою за цю команду привернув увагу представників тренерського штабу клубу «Шеффілд Венсдей», до складу якого приєднався в лютому 1989 року за 750 тис. фунтів. Відіграв за команду з Шеффілда наступні п'ять з половиною сезонів своєї ігрової кар'єри (1990/91 — у Другому дивізіоні, всі інші — у Першому). Граючи у складі «Шеффілд Венсдей» також здебільшого виходив на поле в основному складі команди і незабаром став лідером команди.
Влітку 1994 року за 2,6 млн. фунтів перейшов у «Лідс Юнайтед», де провів три сезони, після чого грав за «Саутгемптон» та «Ноттінгем Форест», вилетівши з останніми із Прем'єр-ліги за підсумками сезону 1998/99.
Після цього Палмер пограв ще недовго в прем'єрліговому «Ковентрі Сіті», а також у Першому дивізіоні на правах оренди за «Вотфорд» та «Шеффілд Венсдей».
У листопаді 2001 року перейшов у «Стокпорт Каунті», де працював тренером, що грає до вересня 2003 року, після чого тривалий час лишався без клубу і лише у в серпні 2004 року зтав гравцем ірландського клубу «Дублін Сіті», де, втім, також надовго не затримався.
Згодом, вже працюючи тренером «Менсфілд Таун», 6 серпня 2005 року востаннє вийшов на поле в професійному турнірі в матчі своєї команди проти «Стокпорта» в рамках Другої ліги.

## Виступи за збірну
У 1989 році виступав за молодіжну і другу збірні Англії.
1992 року дебютував в офіційних матчах у складі національної збірної Англії. 
У складі збірної був учасником чемпіонату Європи 1992 року у Швеції, де зіграв в усіх трьох матчах групового етапу, проте англійці не здобули жодної перемоги і не вийшли в плей-оф.
Протягом кар'єри у національній команді, яка тривала усього 2 роки, провів у формі головної команди країни 18 матчів, забивши 1 гол у ворота збірної Сан-Марино.

## Кар'єра тренера
Тренерська кар'єра Палмера почалася в листопаді 2001 року, коли він був призначений тренером, що грає клубу «Стокпорт Каунті», з яким за підсумками сезону 2001/02 вилетів з Першої ліги до Другої. Незважаючи на це, Палмер алишився на посаді і був звільнений лише у вересні 2003 року після невдалого старту сезону.
У листопаді 2004 року головний тренер Кіт Керл був відсторонений від роботи з «Менсфілд Таун» і голова «Менсфілда» запропонував Карлтонау тимчасово без оплати очолити клуб. Пізніше Керл був остаточно звільнений і Карлтон Палмер підписав повноцінний тренерський контракт з клубом до 2006 року. У вересні 2005 року, після того, як «Менсфілд Таун» поступився 2:0 «Рочдейлу» і опинився в зоні вильоту Другої ліги, Палмер пішов в відставку. За час роботи з клубом Палмер провів 41 матч, в яких здобув 10 перемог, 15 нічиїх і 16 поразок.
Згодом Палмер відкрив онлайн агенцію нерухомості в Шеффілді під назвою The Home Game, яка припинила роботу в серпні 2008 року.
В 2012 році створив свою власну футбольну академію викладання футболу. З серпня 2014 року Карлтон став спортивним директором у Веллінгтонському коледжі Шанхая (Wellington College International Shanghai).